# East Lydford
East Lydford – wieś w Anglii, w Somerset. W 1931 roku liczba mieszkańców wynosiła 113. East Lydford jest wspomniana w Domesday Book (1086) jako Lideford/Lideforda.